# Naevia
Naevia är ett släkte av svampar som beskrevs av Fr.. Naevia ingår i familjen Dermateaceae, ordningen disksvampar, klassen Leotiomycetes, divisionen sporsäcksvampar och riket svampar.
Släktet innehåller bara arten Naevia rubella.